# Maresuke Nogi
Maresuke Nogi (jap. 乃木 希典 Nogi Maresuke; ur. 25 grudnia 1849 w Tokio, zm. 13 września 1912 tamże) – generał Cesarskiej Armii Japońskiej, trzeci gubernator generalny Tajwanu, hrabia.

## Życiorys
Urodził się w rodzinie samurajów. W 1869 wstąpił do wojska, w 1871 porucznik. Walczył przeciwko powstańcom Takamoriego Saigō w 1877. W czasie walk stracił sztandar 14. Pułku Piechoty. Dowódca rozkazał mu popełnić rytualne samobójstwo (seppuku), cesarz Mutsuhito jednak nakazał mu żyć „z cierpieniem gorszym niż śmierć”.
W 1878 został podpułkownikiem, a rok później – pułkownikiem i został wysłany do Niemiec, gdzie studiował sztukę operacyjną i strategię państw europejskich.

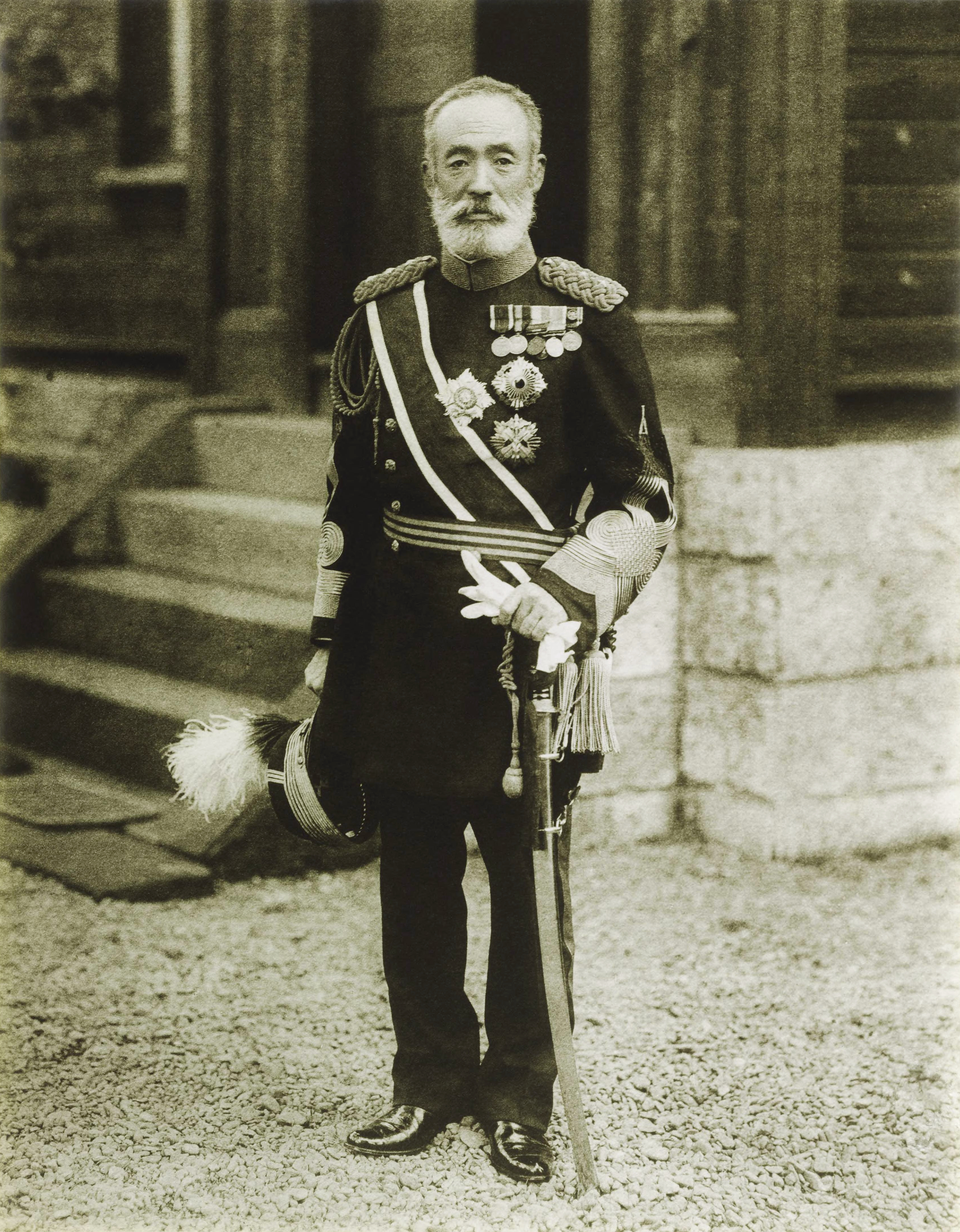
Generał Maresuke Nogi przed swoim domem w Nogizaka, Tokio

W czasie wojny chińsko-japońskiej 1894–1895 był dowódcą 1. Brygady Piechoty w stopniu generała-majora. Za zdobycie Portu Artura został awansowany w 1895 do stopnia generała-porucznika. Ponadto za zasługi wojenne otrzymał tytuł barona i Order Złotej Kani I klasy.
Od 14 października 1896 do lutego 1898 pełnił funkcję gubernatora generalnego Tajwanu i dowódcy dywizji. Na Tajwanie zmarła jego matka na malarię, co przyczyniło się do jego działań nad poprawą działania służby zdrowia na wyspie. W 1899 został odwołany do Japonii i wyznaczony na dowódcę 11. Brygady Piechoty. W latach 1900–1904 pozostawał w rezerwie.
W czasie wojny rosyjsko-japońskiej 1904–1905, w czerwcu 1904 został nominowany na dowódcę 3. Armii (90 tys. żołnierzy), która prowadziła blokadę Portu Artura z lądu. Po przybyciu do Mandżurii na froncie zginął jego syn, który służył w 2 Armii. W czasie blokady Portu Artura zginął także jego drugi syn.
W związku z brakiem powodzenia w blokadzie Portu Artura, Nogi podał się do dymisji, ale cesarz nie wyraził na to zgody. Ze swoją armią 2 stycznia 1905 zdobył Port Artur. Za zdobycie tej twierdzy został uznany za bohatera narodowego.
Dowodząc 3 Armią, odniósł zwycięstwo w bitwie pod Mukdenem (obecnie Shenyang).
Po zakończeniu wojny osobiście zrelacjonował cesarzowi przebieg walk o Port Artur. Przy referowaniu strat rozpłakał się i prosił monarchę o przebaczenie za 56 tys. ofiar blokady twierdzy oraz o pozwolenie popełnienia samobójstwa za poniesione straty. Cesarz nie zezwolił.
Za zasługi w wojnie 1904–1905 otrzymał tytuł hrabiego i Order Wschodzącego Słońca I klasy oraz został członkiem Wyższej Rady Wojennej przy cesarzu i honorowym prezydentem szkoły dla dzieci arystokracji. Był wychowawcą przyszłego cesarza Hirohito.
Nogi wydał duże sumy swoich pieniędzy na poprawę losu rannych, kontuzjowanych i kalek z czasów wojny i na pomniki dla poległych. Był jednym z twórców skautingu w Japonii. Był lojalnym poddanym cesarza Meiji i po jego śmierci w 1912 na znak żałoby popełnił seppuku. Wraz z nim odebrała sobie życie jego żona, Shizuko. Oboje zostali deifikowani.